# Mathilde de Ribaupierre
Pour les articles homonymes, voir Ribaupierre.
 (mars 2025).
Mathilde de Ribaupierre, née à Clarens le 11 février 1885 et morte le 11 août 1950, est une pianiste et professeur de musique suisse.

## Biographie
Mathilde de Ribaupierre apprend le piano auprès de Rudolf Ganz (en), dédicataire de Scarbo de Maurice Ravel) et du chef d'orchestre Francisco de Lacerda (1869-1934, directeur du Kursaal à Montreux entre 1908 et 1912). Elle est la sœur aînée d'Émile et d'André de Ribaupierre, tous deux violonistes, et aussi de François de Ribaupierre artiste visuel. Elle grandit dans un milieu qui encourage volontiers ses aspirations musicales et artistique.
Très tôt attirée par l'enseignement de la musique, elle est nommée professeur de piano au Conservatoire de Lausanne en 1912. Cependant, la rigidité et le formalisme de l'enseignement dispensé alors dans l'institution lausannoise la convainquent de quitter ce poste pour promouvoir sa propre vision de la pédagogie musicale. Axée sur un principe, rendre à la musique sa liberté et sa dimension créatrice, cette pédagogie passe par un enseignement adapté à la personnalité de l'élève et par une série d'exercices mis au point par Mathilde de Ribaupierre. Autre innovation, elle confie l'initiation des débutants aux élèves avancés.
Pour mettre en place ces principes, Mathilde de Ribaupierre fonde avec son frère Émile, en 1915, l'Institut de Ribaupierre à Lausanne et à Montreux. Bien aidé par l'essor de la musique classique sur la Riviera vaudoise au début du XXe siècle, l'Institut de Ribaupierre s'étend et ouvre encore des classes à Vevey et à Château-d'Œx en 1917. Il acquiert très vite une renommée qui lui permet d'attirer les meilleurs professeurs (Maria de Jarolawska, Paul Loyonnet, Aloÿs Fornerod notamment), et de compter sur des examinateurs de renom comme Gustave Doret ou Alfred Pochon. Mathilde de Ribaupierre, inégalable pédagogue, enseigne elle-même à de nombreux futurs musiciens d'importance comme Pierre Regamey, Hugues Cuénod ou Jules-Philippe Godard.